# 栾城区
栾城区是中华人民共和国河北省石家庄市所辖的一个市辖区。原为栾城县，2014年9月撤县设石家庄市栾城区。區人民政府驻栾武路（原裕泰路）。

## 历史沿革
春秋时期为晋栾邑。西汉置关县，治于今栾城镇，属常山郡。东汉改置栾城县，县治位于今栾城镇西北四十五里。曹魏废。北魏复置，县城迁回原关县故城，属赵郡。北齐又废。隋朝隋开皇十六年，复置县，并置栾州；大业中，废栾州，仍属赵郡。唐属赵州；大历三年，改属镇州。天祐二年，更名栾氏，寻复故。宋以来因袭之。2014年9月撤县设石家庄市栾城区。

## 行政区划
栾城区下辖5个镇、3个乡：
栾城镇、冶河镇、窦妪镇、楼底镇、南高乡、柳林屯乡和西营乡。
其中郄马镇由高新区代管。

## 人口
截至2022年，欒城區常住人口38.17万人，城镇人口26.47万人。

## 交通
- 308国道过境。